# فرانسيسكو ليناريس الكانتارا
فرانسيسكو ليناريس الكانتارا (بالإسبانية: Francisco Linares Alcántara)‏ (و. 1825 – 1878 م) هو سياسي من فنزويلا . تولى منصب رئيس فنزويلا (27 فبراير 1877–30 نوفمبر 1878)، وعضو مجلس نواب فنزويلا.
وهو عضو في الحزب الليبرالي في فنزويلا .
| المناصب السياسية           | المناصب السياسية         | المناصب السياسية           |
| -------------------------- | ------------------------ | -------------------------- |
| سبقه أنطونيو غوزمان بلانكو | رئيس فنزويلا 1877 - 1878 | تبعه خوسيه غريغوريو فاليرا |